# Robur
Robur (нім. VEB Robur-Werke Zittau) — автовиробник у НДР, який випускав вантажні автомобілі, автофургони та автобуси у місті Циттау.

## Історія

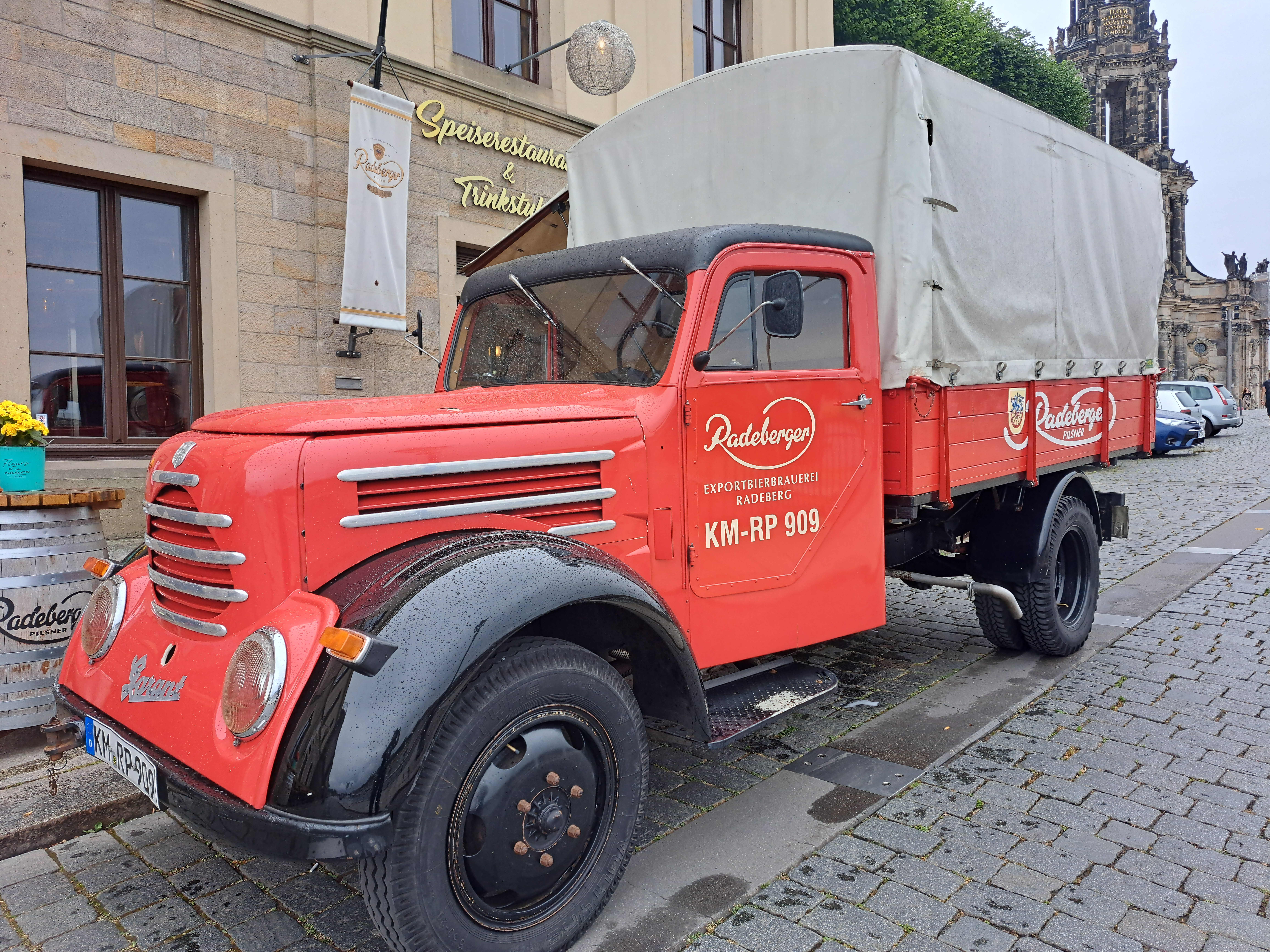
Robur Garant

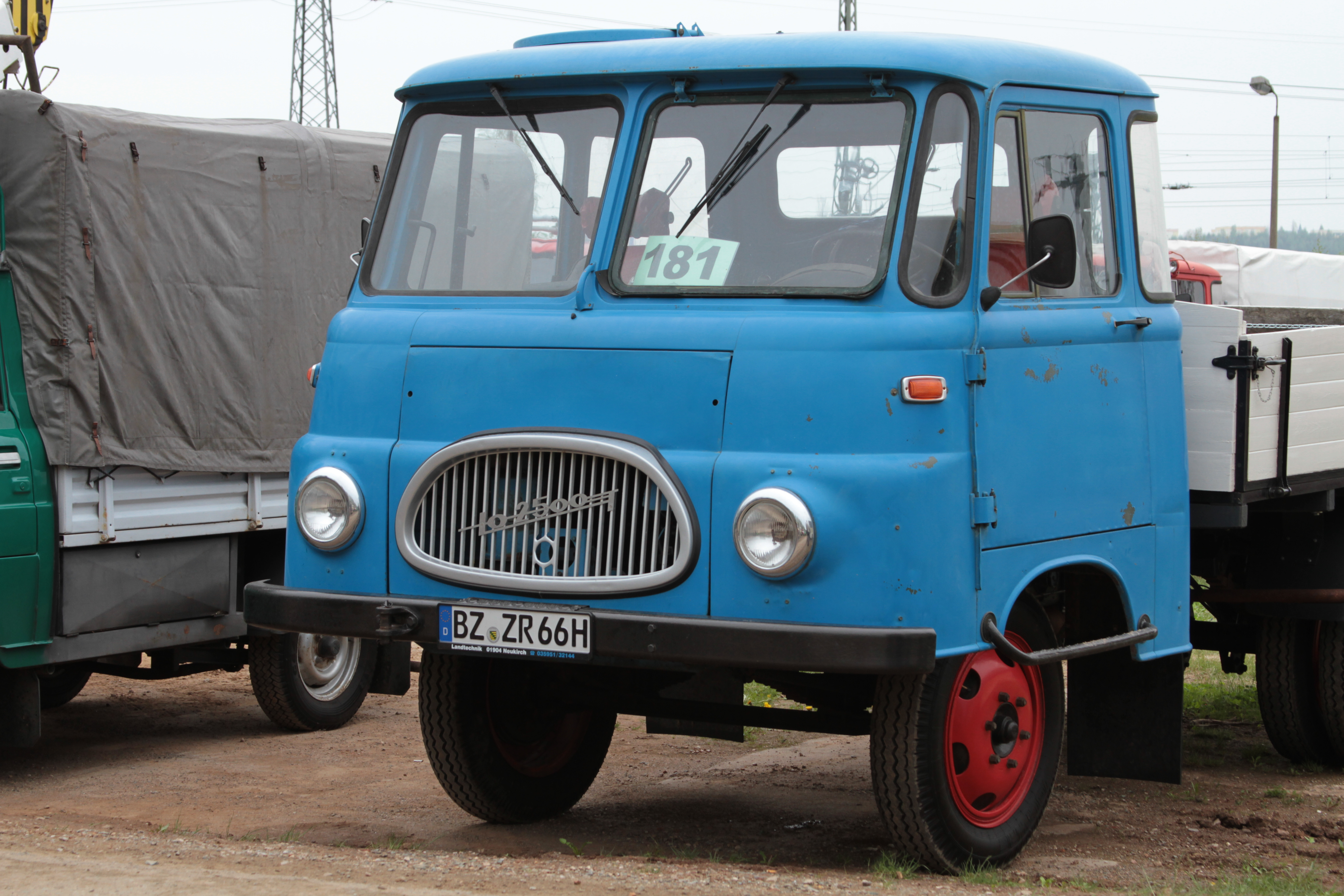
Robur LO 2500

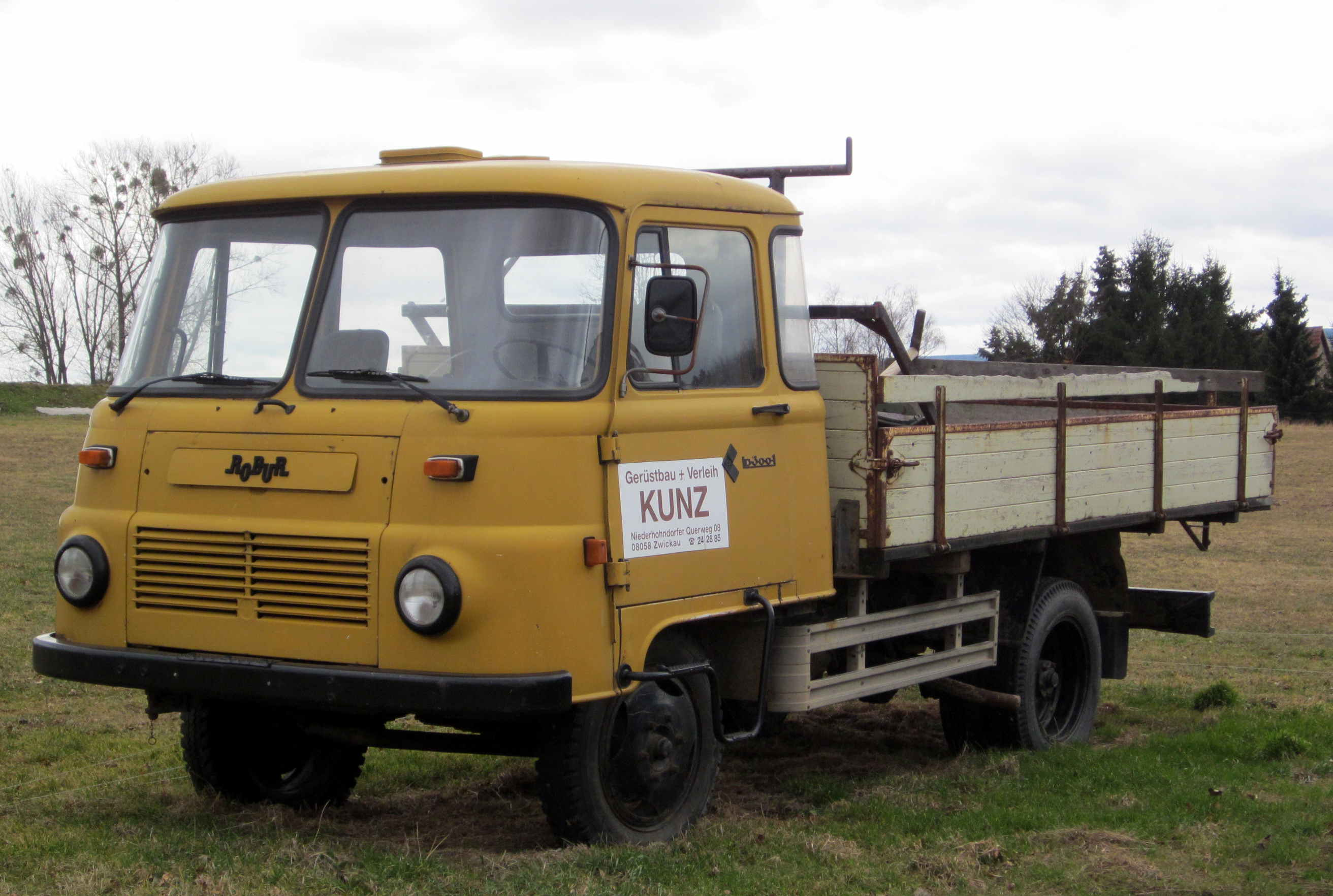
Robur LD 3001

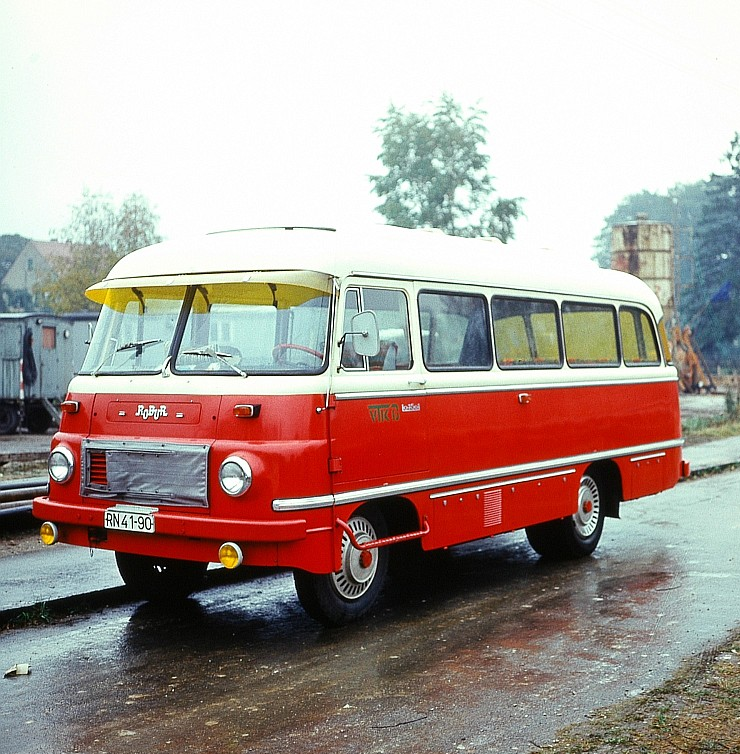
Robur LO 2501

Виробництво було створено на базі націоналізованого автозаводу компанії «Феномен» (Phänomen), перейменованого у 1946 році на VEB Kraftfahrzeugwerk Phänomen Zittau, а потім у 1957 році на VEB Robur-Werke Zittau.
У 1961 році на Лейпцизькому ярмарку було представлено новий вантажний автомобіль Robur LO 2500. Автомобіль мав вантажопідйомність 2,5 тонни. Вантажівка випускалася у двох базових модифікаціях LO 2500 з бензиновим двигуном і LD 2500 з вихорекамерним дизелем. Трохи пізніше до них додалася повнопривідна (4х4) армійська вантажівка LO 1800A вантажопідйомністю 1,8 тонни.
У 1964 році завод представив підйомно-транспортну машину ГМГ 2-70 (яка отримала золоту медаль Лейпцизького ярмарку 1964 року).
У 1968 році продукція підприємства була модернізована. Зовнішньою відмінністю оновлених вантажівок моделей LO 2501 LO 1800A стала нова спрощена решітка радіатора з горизонтальними прорізами замість попередньої оригінальної овальної форми. У 1973 році автомобілям було піднято вантажопідйомність до 3 тонн у LO 3000 (бортовий) і до 2,6 т у LD 3000 (цільнометалевий фургон), і до 2 тонн у LO 2002 A. Автомобілі «Робур» отримали форсований до 75. бензиновий двигун або 70-сильний дизель, а також двоконтурний привід гальм. Всі моделі, що випускалися, мали тримісну кабіну, розташовану над двигуном.
У 70-х роках XX століття продукція «Робур» застаріла, було потрібне нове покоління вантажівок. Підприємство в період з 1972 по 1979 роки побудувало ряд дослідних зразків, які через економічні проблеми НДР не вдалося поставити на конвеєр. Все обмежилося лише черговим удосконаленням автомобілів «Робур», що випускаються в 1982 році. Оновлені LO/LD 3001 та LO/LD 3002 отримали економічні дизельні двигуни потужністю 68 к.с. Крім базових автомобілів підприємством випускалася велика кількість модифікацій та шасі, пожежні та медичні автомобілі, а також автобуси малої місткості (до 26 осіб). Продукція «Робур» мала великий попит у країнах соціалістичного табору. У СРСР значні постачання «Робурів» почалися з першої половини 1980-х років, переважно це були автофургони з ізотермічним кузовом, які перевозили продовольчі товари, та автофургони загального призначення, що перевозили промислові товари. У 1980 роки в Москві випробовували маршрутні таксі, створені на основі Robur. У другій половині десятиліття до них додалися вбудовані автофургони, переважно спеціального призначення, зокрема пересувні електротехнічні лабораторії.
З розпадом соціалістичного табору, основного споживача продукції «Робур», підприємство, що випускає морально застарілу продукцію, опинилося у тяжкому становищі. Після об'єднання Німеччини компанії НДР отримали доступ на європейський ринок. Підприємство спробувало підтягнути якісний та технічний рівень своїх автомобілів. У 1991 році був представлений LD 3004 з дизелем Magirus-Deutz та новим оформленням передньої частини кабіни. Однак продукція заводу не могла конкурувати із західнонімецькими автовиробниками, через що виробництво автомобілів на заводі було припинено. 1995 року підприємство було куплено концерном «Даймлер-Бенц». В даний час Робур займається виробництвом автозапчастин.

#### Robur у СРСР та пострадянському просторі
За часів свого виробництва ці машини активно імпортувалися до СРСР, маючи дуже своєрідну репутацію. З одного боку, на ті часи ці машини вважалися більш технічно просунутими, ніж, наприклад "ГАЗ-53", але мали набагато меншу прохідність і витривалість, були більш вимогливими до умов експлуатації.

## В ігровій та сувенірній індустрії
- 24.07.2013 модель Robur LD3001 (бортова з тентом) у масштабі 1\43 вийшла в рамках проекту «Kultowe Auta PRL-u» (№ 128) (Польща)
- 02.08.2014 модель Robur LD3000 (фургон) у масштабі 1\43 вийшла в рамках проекту «Автомобіль на службі» (№ 72)